# Ainsley Maitland-Niles
Ainsley Cory Maitland-Niles (ur. 29 sierpnia 1997 w Londynie) – angielski piłkarz występujący na pozycji pomocnika we francuskim klubie Olympique Lyon.  Pięciokrotny reprezentant Anglii.
W swojej karierze grał także w takich zespołach, jak Ipswich Town, West Bromwich Albion, AS Roma, Arsenal czy Southampton.

## Statystyki kariery
(aktualne na dzień 15 marca 2020)
| Klub                | Sezon              | Liga               | Liga  | Liga   | Puchar Anglii | Puchar Anglii | Puchar Ligi | Puchar Ligi | Europa | Europa | Suma  | Suma   |
| Klub                | Sezon              | Liga               | Mecze | Bramki | Mecze         | Bramki        | Mecze       | Bramki      | Mecze  | Bramki | Mecze | Bramki |
| ------------------- | ------------------ | ------------------ | ----- | ------ | ------------- | ------------- | ----------- | ----------- | ------ | ------ | ----- | ------ |
| Arsenal             | 2014/15            | Premier League     | 1     | 0      | 1             | 0             | 0           | 0           | 1      | 0      | 3     | 0      |
| Ipswich Town (wyp.) | 2015/16            | Championship       | 30    | 1      | 2             | 1             | 0           | 0           | –      | –      | 32    | 2      |
| Arsenal             | 2016/17            | Premier League     | 1     | 0      | 3             | 0             | 3           | 0           | 0      | 0      | 7     | 0      |
| Arsenal             | 2017/18            | Premier League     | 15    | 0      | 1             | 0             | 3           | 0           | 9      | 0      | 28    | 0      |
| Arsenal             | 2018/19            | Premier League     | 16    | 1      | 2             | 0             | 2           | 0           | 10     | 1      | 30    | 2      |
| Arsenal             | 2019/20            | Premier League     | 20    | 0      | 5             | 0             | 1           | 1           | 6      | 0      | 32    | 1      |
| Ogólnie w karierze  | Ogólnie w karierze | Ogólnie w karierze | 83    | 2      | 11            | 1             | 9           | 1           | 26     | 1      | 123   | 5      |

## Sukcesy

### Arsenal
- Puchar Anglii: 2019/2020[1]
- Tarcza Wspólnoty: 2017[2], 2020[3]
- Puchar Ligi Angielskiej (wicemistrz): 2017/2018[4]
- Liga Europy UEFA (wicemistrz): 2018/2019

### Reprezentacyjne
- Mistrzostwo świata U-20: 2017[5]